# Фузія Саллех
Фузія Саллех (Jawi : فوزية بنت صالح; нар. 13 липня 1959) — малайзійська політикиня, яка була заступницею міністра в Департаменті прем'єр-міністра, відповідальною за релігійні питання в адміністрації Пакатан Харапан (PH) під час колишнього прем'єр-міністра Мохамада. і колишнього міністра Муджахід Юсоф Рава з липня 2018 року до розпаду адміністрації PH в лютому 2020 року. З березня 2008 року вона була членом парламенту від Куантана. Вона є членом Партії народної справедливості (ПКР), яка входить до складу опозиційної коаліції PH.

## Молодість, академічна кваліфікація та досвід роботи
Фузія Саллех народилася в Джохорі, але виросла в Паханге. Вона отримала ранню освіту в методистській школі для дівчат у Куантані. Далі Фузія здобула ступінь бакалаврки психології консультування в Університеті Редінга, а потім магістерки ділового адміністрування (MBA) в Університеті Вельзу у Сполученому Королівстві (Велика Британія).
Фузія одружена з професором доктором Хаджі Расслі бін Абдул Рахманом, має шестеро дітей.
До того, як прийти в політику, Фузія була корпоративною тренеркою і консультанткою з навчання для транснаціональних компаній, корпоративних установ та неурядових організацій у сфері розвитку людських ресурсів та розширення прав і можливостей жінок. Вона має досвід консультування різних груп за інтересами як у Великій Британії, так і в Малайзії, починаючи від молоді, студентів, сімейних пар і жінок, постраждалих від домашнього насильства. У середині 1990-х вона була приєднана до державної установи як радниця, а також відповідала за створення добровільної консультативної групи, яка називається Unit Kaunseling Islah JIM (1993), де вона пізніше стала радницею і тренеркою для волонтерів.

## Політична кар'єра
На ранній стадії руху Реформасі в Малайзії Фузія Саллех була однією із лідерок ісламської неурядової організації, Джамаа Іслах Малайзія (широко відомої як JIM), що приєдналася до Партії національної справедливості (малай. Parti Keadilan Nasional), яка була заснована 4 квітня 1999 року. Пізніше Партія національної справедливості була об'єднана зі старою Малайзійською народною партією (малай. Parti Rakyat Malaysia) в Партію народної справедливості (малай. Parti Keadilan Rakyat) 3 серпня 2003 року.

### Посади в Партії народної справедливості (PKR)
- Начальнця PKR Pahang (зараз)
- Віце-президент (28 листопада 2010 р.)
- Член Центрального політичного бюро (зараз)
- Начальнця відділу Куантан (2002—2018)
- директор з виборів Паханг (лютий 2010 — грудень 2010)
- директор з підготовки кадрів Pahang (квітень 2008 — січень 2010)
- Заступниця директора з виборів Pahang (червень 2007 — травень 2009)
- Начальниця жінок Pahang (2000—2007)
- Починала як заступниця Національного жіночого голови, коли у 1999 році була створена Партія національної справедливості (KeADILan).

### Результати загальних виборів у Малайзії
Фузія Салле двічі невдало балотувався до парламенту Малайзії, перш ніж виграла місце в парламенті Куантана на 12-х загальних виборах Малайзії. 8 березня 2008 року Фузія успішно перемогла чинного діяча Малайзійської китайської асоціації (MCA) важковаговика Датука Фу А Кіоу, який також був чинним заступником міністра внутрішньої безпеки.
На 13-х загальних виборах MCA позичив місце в парламенті Об'єднаній малайській національній організації (UMNO), щоб отримати вигоду з збільшення кількості малайських виборців, які зараз становили 63 відсотки з понад 55 000 виборців Куантана. Позика на місце в Куатані також була сприйнята як тактичний крок Barisan Nasional (BN), щоб протистояти китайській громаді, яка все ще протистоїть суперечливому рідкісноземельного заводу Lynas в Куантані. Незважаючи на жорстку конкуренцію з боку UMNO, 5 травня 2013 року віце-президент PKR Фузія Саллех не лише зберегла місце в Куантані на другий термін, але й отримала більшу кількість голосів у 4515 голосів, перемігши Датука Мохамеда Суффіана Аванга. Датук Мохамед Суффіан Аванг був головою молоді UMNO Куантана та політичним секретарем голови BN і прем'єр-міністра Малайзії Датука Сері Мохаммада Наджіба Абдула Разака.
І UMNO, і MCA є основними компонентами правлячої коаліції BN.
| Рік      |  |                         | Голосів | Pct     | суперник(и)        | суперник(и)                  | Голосів | Pct     | Всього виборців | Бюлетені кинуті | Зіпсоване голосування | більшість | Явка    |
| -------- |  | ----------------------- | ------- | ------- | ------------------ | ---------------------------- | ------- | ------- | --------------- | --------------- | --------------------- | --------- | ------- |
| 1999     |  | Фузія Саллех (Кеаділан) | 21 136  | 42 %    |                    | Мохд Халіл Якоб (UMNO)       | 28 497  | 56 %    | 70 438          | 50 670          | 1037                  | 7361      | 71,93 % |
| 2004 рік |  | Фузія Саллех (Кеаділан) | 12 177  | 36 %    |                    | Фу А Кіоу (MCA)              | 21 324  | 63 %    | 45 604          | 34 044          | 543                   | 9 147     | 74,65 % |
| 2008 рік |  | Фузія Саллех ([PKR)     | 18 398  | 52 %    |                    | Фу А Кіоу (MCA)              | 16 572  | 47 %    | 47 745          | 35 593          | 623                   | 1826      | 74,54 % |
| 2013 рік |  | Фузія Саллех (PKR)      | 25 834  | 54 %    |                    | Мохамед Суффіан Аванг (UMNO) | 21 319  | 45 %    | 56 280          | 47 723          | 570                   | 4,515     | 84,8 %  |
| 2018 рік |  | Фузія Саллех (PKR)      | 22 807  | 44,57 % |                    | Сулейман Мд Дерус (PAS)      | 14 696  | 28,72 % | 62 696          | 52 167          | 798                   | 8,111     | 83,20 % |
| 2018 рік |  | Фузія Саллех (PKR)      | 22 807  | 44,57 % | Вонг Кін Хві (MCA) | 13 667                       | 26,71 % |         | 62 696          | 52 167          | 798                   | 8,111     | 83,20 % |

### Представник парламенту
- член комітету Міжпарламентської асамблеї АСЕАН (AIPA)
- Заступниця голови Жіночого комітету в парламенті
- Комітет з охорони навколишнього середовища Пакатан Рак'ят

### Представлення малайзійського парламенту в міжнародних програмах
- Член делегації парламенту Малайзії на зустрічі AIPA у Сінгапурі 13–18 серпня 2008 р.
- Член делегації парламенту Малайзії на Асамблеї МПС у Женеві 11–16 жовтня 2009 р.

 — Обговорювала на Форумі зміни клімату, сталий розвиток та відновлювані джерела енергії під час асамблеї.
- Представляла парламент Малайзії на регіональному семінарі МПС у Камбоджі у квітні 2009 року
- Член делегації парламенту Малайзії на зустрічі AIPA у Паттайї, Таїланд, 2–8 серпня 2009 р.
- Делегація Малайзії на 8-му семінарі Форуму МПС з управління сектором безпеки в Південно-Східній Азії (IPF-SSG), Джакарта, Індонезія

## Лідерство громади
- Раніше, коли Фузія була залучена до громади, вона брала активну участь у громадських організаціях. У Великій Британії, де вона очолювала молодіжну організацію The Young Muslims UK (1988—1992), членами якої були молоді мусульмани, народжені в Британії, представники різних національностей Великої Британії.
- Повернувшись до Малайзії, Фузія надала свій внесок в ісламську неурядову організацію Jamaah Islah Malaysia (JIM). Фузія Саллех була першою головою жіночого крила JIM з 1993 по 1999 рік — вона разом із кількома іншими жінками-активістками JIM заснувала цей заклад.
- Член Верховної ради Національної ради жіночих організацій (НКЖО) у 1995—1997 рр.
- Член Жіночого порядку денного змін (WAC) і брала участь у формуванні жіночого порядку денного змін у 1999 році
- Розпочала роботу над притулком для молодих дівчат Раудхатус Сакіна, який до сьогодні працює більше десяти років
- Член-засновниця Жіночого інституту розвитку та розвитку (WIRDA)

## Зупинка кампанію рідкісноземельних заводів Лінас у Куантані
Фузія Саллех очолила кампанію «Зупиніть рідкісноземельний завод Лінас» в Куантані після того, як була обрана членом парламенту від Куантана в 2008 році. З 18 листопада 2008 року в парламенті Малайзії Фузія висловлювала свою стурбованість щодо ризиків, пов'язаних із створенням Лінаського заводу передових матеріалів (LAMP) поблизу Куантана.
«Занепокоєний громадянин Куантану» — це група громадянського суспільства, ініційована Фузією в грудні 2008 року для обговорення дій, які має вжити громада Куантана проти небезпечного проекту рідкісноземельного заводу в Лінасі. Комітет «Стурбований громадянин Куантану» був сформований після зустрічі, проведеної Фузією для обговорення питань LAMP з близько 20 жителями та професіоналами з різних етнічних груп та неурядових організацій поблизу Куантану. Просвітницька кампанія про небезпечний LAMP, яка була організована в період з 2008 по 2010 рік, обтяжувала обмежені організації та окремих осіб, які бажають надати допомогу. Крім того, лише місцеві китайські ЗМІ підхопили ймовірні проблеми LAMP, тоді як англійські та малайські ЗМІ цього не зробили. У 2009 році команді Фузія вдалося отримати висвітлення в ЗМІ проблем LAMP в Куантані через малайзійські телеканали, як програми NTV7 і TV2 на мандаринській.
Вона витратила більше ніж два роки одиночної битви, щоб зупинити в Малайзії будівництво заводу Лінас. На початку березня 2011 року обізнаність громадськості підвищили статті про проєкт Лінас, опубліковані в New York Times. У той же час ядерна катастрофа на Фукусімі-Даїчі посилила страх у малайзійського народу щодо ризиків радіоактивного опромінення. Відтоді кампанія «Зупинити Линаський рідкісноземельний завод» почала набирати обертів.
Група проти Лінасу на чолі з Фузією Саллех поступово перетворилася на більшу групу громадянського суспільства, тобто «Врятуйте Малайзію, зупиніть Лінас» (SMSL). SMSL була ініційована та вільно сформована Фузією та її командою PKR у березні 2011 року, після того, як розпочалася фірмова акція та публічні розмови про нагальну необхідність припинити роботу заводу Лінас у Малайзії. Потім Фузія та команда передали свої контакти комітету SMSL з усною домовленістю про те, що всі НУО, активісти, професіонали та експерти «Зупиніть рідкісноземельний завод Лінас» працюватимуть разом та під егідою депутата Куантана YB Fuziah Salleh. На шляху її боротьби з LAMP розвивалися різні антилінасські групи, НУО.
Протягом перших днів кампанії «Стоп Лінас» Фузія керувала місцевими жителями та екологами у зборі петицій, розміщенні пікселів, листівках, брифінгу та громадському протесті. Важливу роль у інформуванні більшої кількості людей про небезпечний проект LAMP у Гебензі (Куантан) зіграли онлайн-портали та соціальні мережі.
2 травня 2011 року на Конференції громадянського суспільства АСЕАН / Народів АСЕАН Фузія представила практичне дослідження рідкісноземельного заводу Лінас, яке стверджує про далекосяжні наслідки для громадянських, політичних, економічних, соціальних і культурних прав громад Куантан, а також для навколишнього середовища.
У травні 2011 року питання LAMP почали привертати більше уваги як місцевих, так і міжнародних ЗМІ — особливо як Al-Jazeera 101 East та Australian Network Newsline транслюють програми, які спостерігають за нинішнім становищем народу Куантана над проєктом Линас. Далі послідував місцевий телеканал NTV7 Siasat Mandarin, який показав оновлені випуски LAMP 9 червня 2011 року з малайськими субтитрами.
У липні 2011 року Фузія активізувала кампанію в Європі, намагаючись зупинити роботу заводу з нафтопереробки рідкісноземельних металів Лінас в Малайзії, після завершення діалогу про жінок-лідерів АСЕАН з європейськими партнерами.

### Огляд Міжнародного агентства з атомної енергії (МАГАТЕ) про Лінас
У квітні 2011 року уряд Малайзії піддався тиску громадськості і залучив Міжнародне агентство з атомної енергії (МАГАТЕ) для проведення місячного огляду командою з дев'яти міжнародних експертів щодо будівництва рідкісноземельного заводу в Лінасі в Гебензі (Куантан).
Під час візиту групи під керівництвом МАГАТЕ до Куантана її зустріч із зацікавленими сторонами закінчилася хаосом. Кілька активістів і журналістів, які виступають проти Лінасу, отримали поранення та погрощи, а троє членів UMNO з правлячої коаліції Barisan Nasional навіть спровокували депутатку від PKR Куантан Фузію Салле, коли вона прибула на місце оглядової комісії МАГАТЕ.
Перевірка, яку проводила група МАГАТЕ, завершилася 28 червня 2011 року, і вона стверджувала, що «не змогла виявити будь-яку невідповідність міжнародним стандартам радіаційної безпеки», висунувши одинадцять рекомендацій, які Лінас повинен виконати перед початком операцій, які були прийняті правляча коаліція БН.
Незважаючи на заявлену небезпеку, уряд Малайзії прагне інвестувати Лінас, навіть пропонуючи 12-річні податкові канікули. Фузія Саллех, місцеві жителі, екологи та професійні організації, такі як Малайзійська медична асоціація (MMA) і Рада адвокатів Малайзії, поставили під сумнів достовірність огляду МАГАТЕ. Вони закликали відмінити LAMP, вказавши, що експертна група МАГАТЕ не включала медичних експертів, а звіт МАГАТЕ не гарантує, що LAMP буде безпечним. Також стверджується, що в звіті про оцінку радіологічного впливу (RIA) не розглядалися ні питання довгострокового поводження з відходами, ні можливе забруднення поверхневих вод та атмосфери радіоактивними відходами. Ці занепокоєння були викликані статтею New York Times від 29 червня 2011 року, в якій повідомляється, що LAMP можливо потрібно переробити, а інженери надали журналісту нотатки, повідомлення електронної пошти та фотографії від Лінас та його підрядників. який працював у LAMP.
Не дивлячись на критику, Путраджайя, не дослідивши, відхилив цю доповідь New York Times. Таке легковажне ставлення адміністрації Наджіба було розкритиковано Фузіа.

### Акції проти Лінасу
- 30 березня 2011 р. — 100 мешканців поблизу здійснили чотиригодинну автобусну поїздку до будівлі парламенту в Куала-Лумпурі, щоб протестувати проти заводу передових матеріалів Lynas (LAMP) у Гебензі, Куантан. Пізніше представники мешканців провели прес-конференцію у фойє парламенту в супроводі депутата від Куантана Фузії Саллеха, щоб висловити свою незгоду з проектом LAMP та просувати петицію із закликом повністю припинити будівництво LAMP.[38][39] Прес-конференція Фузії Салле біля Верховної комісії Австралії (зі стенограмою)
- 20 травня 2011 р. — Близько 200 людей, до складу яких входять Фузія Саллех та її група проти Лінаса Save Malaysia Stop Lynas (SMSL), жителі Куантану, представники НУО та члени PKR та PAS взяли участь у «Прогулянці солідарності Stop Lynas» від KLCC до Австралії. Висока комісія в Куала-Лумпурі. Фузія та «обрані» представники подали меморандум австралійському верховному комісару на знак протесту проти нафтопереробного заводу в Гебензі, Куантан.
- 26 лютого 2012 року — 15 000 людей зібралися на полі муніципальної ради Куантана для «Himpunan Hijau 2.0» (Anti-Lynas Green Rally 2.0). «Himpuanan Hijau 2.0» — це нова група, яка виступає проти будівництва рідкісноземельного заводу Лінас в Гебензі, Куантан, яке, як вони побоюються, створить ризик.[40]
- 13 квітня 2012 року — нова коаліція Solidariti Hijau SeMalaysia — Stop Lynas (SHS-SL), до складу якої входять 23 організацій, провела демонстрації проти Лінасу по всій країні біля «вибраних» мечетей після п'ятничної молитви. Мітинг SHS-SL мав протестувати проти щойно створеного урядом Малайзії парламентського відбірного комітету (PSC) на нафтопереробному заводі в Лінасі та «повідомити» правлячу коаліцію BN, що питання Лінасу становить національний інтерес незалежно від раси чи релігії.[41][42]
- 28 квітня 2012 — прихильники «Himpunan Hijau 3.0» (Anti-Lynas Green Rally 3.0) почали марш із KLCC, щоб приєднатися до мітингу «Berish 3.0» у Датаран Мардека в Куала-Лумпурі.[43] Ралі «Himpunan Hijau 3.0» було проведено разом із ралі «Bersih 3.0» 28 квітня 2012 року. «Беріш 2.0» — це група громадянського суспільства, яка наполягає на перебудові виборчої системи Малайзії. Близько 300 000 малайзійців приєдналися до мітингу «Беріш 3.0» і «Хімпунан Хіджау 3.0» у формі сидячої заходу («дудук банта» по-бахаса Малайзії), яка проходила по всій Малайзії та охопила понад 80 міст у 35 країнах, де були малайзійці.[44][45]
- 23 червня 2012 р. — Близько 300 протестувальників проти Лінаса взяли участь у цілодобовому мітингу «Окупуй Балок-Гебенг» у Куантані, розклавши банери на пляжі Балок. Організатор також розмістив близько 15 трун під гігантським прапором Лінаса, щоб підпалити під час сесії «Полум'я гніву, що піднімається — спалити Лінас в попіл».[46]
- 24 червня 2012 року — біля входу в промислову зону Гебенг зібралося близько 1000 протестувальників, щоб виступити проти рідкісноземельного заводу в Лінасі.[47]
- 14 липня 2012 р. — Близько 26 000 людей по всій країні взяли участь у кампанії фіктивного голосування "Національний день дії «Зупини Лінас», організованої SMSL у 19 містах і селищах по всій Малайзії одночасно. Всього проти Лінаса проголосували 20 194 осіб, за — лише 6.[48]
- 25 листопада 2012 р. — приблизно 70 учасників розпочали участь у 13-денному трьохсоткілометровому марші від Куантана до Куала-Лумпура. Демонстранти тиснули на уряд, щоб він заборонив роботу заводу з рідкісноземельних металів Лінас і звернув увагу на інші екологічні проблеми, до того часу, коли учасники маршу досягли Датаран Мердека, Куала-Лумпур 25 листопада, приблизно 20 000 людей приєдналися до зелений похід проти Лінаса.[49]
- 12 січня 2013 р. — за оцінками очевидців 150 000 людей були присутні на стадіоні Мердека в Куала-Лумпурі та за його межами на мітингу народного повстання. Мирний мітинг мав на меті протесту з різноманітних питань, у тому числі закликати до вільних і чесних виборів, звільнення затриманих за Законом про внутрішню безпеку та сприяти сталому розвитку, наприклад, зупинити роботу заводу рідкісноземельних матеріалів Лінас у Куантані.[50]

### Жителі Куантану почнуть позов проти Лінаса

У Високому суді Куала-Лумпура було розглянуто судову справу, порушену жителями SLC та Куантану проти рідкісноземельного заводу Лінас. — Зображення Коу Га Чі (Малайзіакіні)

- 24 вересня 2011 — Фузіа Сале та її команда створили Коаліцію «Зупинити Лінас» (SLC), яка об'єднала зусилля у зупинці діяльності Лінського заводу передових матеріалів (LAMP) близько 20 неурядових організацій та груп[51].
- 17 лютого 2012 року — резиденти SLC та Куантана подали заявку на судовий розгляд тимчасової ліцензії на експлуатацію (TOL), наданої Lynas Malaysia Sdn Bhd Радою з ліцензування атомної енергії (AELB).
- 28 лютого 2012 р. — Справу SLC та жителів Куантану проти Лінаса було перераховано до згадки у Високому суді Куала-Лумпура.
- 30 березня 2012 р. — Подання на відпустку від SLC та мешканців поблизу для судового розгляду операцій Lynas у Гебензі, Куантан. Суддя Рохана Юсуф у судових залах наказав AELB розкрити подробиці TOL, наданого Лінасу до 4 квітня 2012 року.
- 4 квітня 2012 року — Високий суд Куала-Лумпура заслухав подання уряду Малайзії та Лінаса щодо попередніх заперечень SLC та мешканців міста Гебенг, Куантан.

- 12 квітня 2012 р. — Судова справа, подана жителями СЛК та Куантану, розглянута у «відкритому судовому засіданні». Високий суд Куала-Лумпура відхилив заяву про надання дозволу на судовий розгляд щодо схвалення AELB TOL корпорації Лынас для управління нафтопереробним заводом із рідкісноземельних металів у Гебензі, Куантан. Суддя Рохана Юсуф оголосив заяву, подану жителями Куантана, «передчасною» через такі незвичайні обставини: (1) 23 березня урядом Малайзії було сформовано парламентський добірний комітет (PSC) для розслідування стандартів безпеки LAMP. (2) AELB призупинив TOL заводу, доки всі суперечки не будуть вирішені. (3) Звернення іншої групи проти Лінасу, «Врятувати Малайзію, зупинити Лінас» (SMSL) до міністра науки, технологій та інновацій (MOSTI), Датука Сері Максимуса Онгкілі, про скасування ліцензії заводу може призвести до збентеження, якщо висновки міністра МОСТІ відрізняються від висновків суду.
- 9 травня 2012 р. — Адвокат SLC та жителі Куантану подали заяву про нове слухання в апеляційному суді Путраджаї[52].
- 10 вересня 2012 року — Апеляційний суд відхилив апеляцію SLC та мешканців на рішення Високого суду Куала-Лумпура від 12 квітня, коли раніше була подана заява про судовий перегляд рішення AELB про надання TOL компанії Lynas для її рідкісноземельного заводу в Куантані. відхилено[53]. Юристи SLC вказали, що подадуть апеляцію до Федерального суду[54].

### Міністерство науки, технологій та інновацій (МОСТИ) На Лінасі
- 17 квітня 2012 року — Міністр науки, технологій та інновацій (MOSTI) Датук Сері Максимус Онгкілі провів слухання щодо звернення представників групи Anti-Linas «Збережи Малайзію зупини Лінас» (SMSL), які стверджували, що постраждали від атомної енергії. Рішення Ради з ліцензування (AELB) від 30 січня надати тимчасову ліцензію на експлуатацію (TOL) для Lynas Advanced Materials Plant (LAMP) у Гебензі, Куантан.
- 13 червня 2012 року — MOSTI відхилив звернення жителів Куантану та SMSL до міністерства щодо призупинення дії TOL, наданої LAMP AELB. Максимус Онгкілі сказав, що уряд сказав Лінасу подати план іммобілізації радіоактивних елементів у своїх відходах і розробити план реагування на надзвичайні ситуації щодо контролю пилу. Однак Фузія Саллех і активісти проти Лінасу не зворушили додані дві додаткові умови, які має виконувати Лінас.[55][56]
- Жителі Куантану та SMSL заявили, що подадуть судовий розгляд у Вищий суд Куантана проти міністра MOSTI щодо його рішення відхилити їх апеляцію на Лінас TOL.[57]

### Вибірковий парламентський комітет (ДПК) Про Линас
- 17 березня 2012 року. Правляча коаліція BN (федеральний уряд) оголосила, що створить PSC для розслідування та надання рекомендацій щодо питання Lynas.[58]
- Як правлячу, так і опозиційну коаліцію було запрошено до складу УПС, і всі зацікавлені сторони (включаючи НУО «Анти-Лінас») були запрошені до участі.
- Fuziah, опозиційна коаліція PR та неурядові організації Anti-Lynas відмовилися брати участь, стверджуючи, що PSC є лише спробою уряду BN зі зв'язків з громадськістю відбілити проект Лінас.[59]

### Лінас ініціює судовий позов проти цивільного населення Малайзії
- 1 травня 2012 року — об'єднання шахт рідкісних земель Лінас подав до суду на малайзійську громадську групу «Збережи Малайзію зупини Лінас» (SMSL) і малайзійський онлайн-портал через опублікований відкритий лист.
- 26 липня 2012 року — Високий суд Малайзії вирішив не виносити Лінасу заборону на наклеп. Лінас не зміг спробувати заборонити цивільним малайзійцям робити публічні заяви проти нього. Високий суд присудив SMSL проти Лінас судові витрати у розмірі 5000 ринггитів.[60]
- 14 серпня 2012 року — Високий суд Малайзії призначив на 26 вересня 2012 року розгляд заяви SMSL про передачу позову Лінаса про наклеп до Високого суду Куантана. У той же день суддя Джон Луїс О'Хара також заслухає іншу заяву SMSL, яка має на меті отримати документи від Лінас, які австралійський шахтар рідкісноземельних металів відмовляється надати.[61]
- 10 липня 2013 року — Lynas Corporation відмовилася від позову про наклеп проти SMSL у Високому суді Куантана, не вказавши жодної причини для відкликання позову про наклеп. Суддя Датук Сері Маріана Ях'я повідомила адвоката, який представляє SMSL, Датука Бастіана Вендагона, що розмір збитків, які Лінас має сплатити SMSL, буде визначено реєстратором.[62]

#### SMSL подає до суду на Лінаса

Високий суд Куантана надав SMSL оскаржити рішення AELB про надання тимчасової ліцензії на експлуатацію заводу з переробки рідкісноземельних елементів Lynas поблизу Куантана. — Зображення Коу Га Чі (Малайзіакіні)

- 28 серпня 2012 р. — Суддя Високого суду Куантана Маріана Ях'я надала SMSL оскаржити рішення Ради з ліцензування атомної енергії (AELB) про надання тимчасової ліцензії на експлуатацію (TOL) для заводу з переробки рідкісноземельних елементів Лінас у Гебензі (Куантан). Високий суд Куантана також дозволив розглянути в судовому порядку рішення міністра науки, технологій та інновацій (MOSTI) Датука Сері Максимуса Онгкілі, яке відхилило апеляцію SMSL на TOL у червні.[63]
- 5 вересня 2012 р. — AELB надала Lynas TOL на експлуатацію свого рідкісноземельного заводу в Гебензі (Куантан), незважаючи на рішення Високого суду Куантана від 28 серпня.[64]
- 25 вересня 2012 р. — Суддя Високого суду Куантана Маріана Ях'я надала SMSL тимчасове призупинення проти TOL Lynas Advanced Materials Plant (LAMP's) на 10 днів до 4 жовтня, щоб розглянути заяву Lynas про втручання у дві справи щодо судового перегляду проти TOL.[65]
- 26 вересня 2012 — У рішенні проти Lynas Corporation суддя Високого суду Куала-Лумпура Датук Луїс О'Хара постановив передати позов Лінас про наклеп проти місцевої екологічної групи SMSL, що базується в Куантані, до Куантана (Паханг). Він також відхилив заяву Лінаса про призупинення передачі до апеляції.[66]
- 4 жовтня 2012 р. — Високий суд Куантана призупинив ліцензію, надану суперечливому заводу рідкісноземельних матеріалів Лінас поблизу Куантана, відклавши до 10 жовтня рішення про те, чи буде він розглядати судові перевірки для остаточного блокування виробництва.[67]
- 10 жовтня 2012 р. — Високий суд Куантана продовжує призупиняти ліцензію, надану рідкісноземельному заводу Лінас, відкладаючи до 8 листопада рішення щодо того, чи розглядатиме він судовий розгляд, спрямований на постійне блокування виробництва.[68]
- 8 листопада 2012 р. — Високий суд Куантана скасував призупинення TOL компанії Lynas на експлуатацію свого суперечливого заводу з рідкісноземельних матеріалів поблизу Куантана. Однак SMSL буде оскаржувати рішення Високого суду Куантана, намагаючись знову призупинити TOL.[69]
- 14 листопада 2012 р. — Суддя Високого суду Куантана Маріана Ях'я відхилила клопотання про видачу судової заборони в Ерінфорді від SMSL щодо заморожування видачі TOL для Lynas Advanced Material Plant (LAMP) поблизу Куантана.[70]
- 7 грудня 2012 р. — Апеляційний суд Путраджаї призначив 19 грудня розгляд апеляції жителів Куантану та SMSL на постійне перебування у їхньому проханні припинити роботу суперечливого рідкісноземельного заводу Лінас, доки не буде подана заява мешканців на судовий розгляд. Слухання заяви про скасування рішення AELB і MOSTI про видачу TOL компанії LAMP було призначено на 5 лютого 2013 року у Високому суді Куантана.[71]
- 19 грудня 2012 року — жителі Куантану та SMSL подали апеляцію на попереднє рішення про надання Лінасу тимчасової ліцензії на експлуатацію, Апеляційний суд Путраджаї відхилив апеляцію із стягненням витрат на користь Лінасу. Однак юридичний процес ще не закінчений: 5 лютого 2013 року Верховний суд Куантан розгляне судовий розгляд діяльності Лінас[72].
- 29 січня 2013 р. — суддя відхилив клопотання мешканців Куантану та SMSL про відтермінування, щоб оскаржити рішення уряду про видачу TOL компанії LAMP з двох причин: їх неправомірність та несвоєчасне подання заяви.[73]
- 22 квітня 2013 року — колегія Федерального суду у складі п'яти осіб не дозволила жителям Куантану та SMSL оскаржити відмову Верховного суду надати їм ухвалу про тимчасове припинення дії TOL LAMP до слухання їхнього судового розгляду.

### Надано повну ліцензію на експлуатацію
2 вересня 2014 року Малайзійська рада з ліцензування атомної енергії (AELB) видала Лінас 2-річну ліцензію на повну операційну стадію (FOSL).